# Euvelgunne
Euvelgunne is een gehucht in de gemeente Groningen in de provincie Groningen in Nederland. Het grootste deel van het buurtje is verdwenen bij de aanleg van het gelijknamige bedrijventerrein dat ten oosten van de stad Groningen ligt.

## Naam
De betekenis van de naam Euvelgunne (vergelijk Ovelgünne, Ovelgönne) is onzeker. Euvel betekent "slecht". Gunne zou in verband kunnen worden gebracht met "gunst" (wangunst, ongunst, jaloezie). In de middeleeuwen werd met 'ovelgunne' de 'woonplaats van de duivel' aangeduid. Het kan afgeleid zijn van een herberg ter plaatse. Een andere verklaring zou kunnen zijn dat gunne (gunst, gegund) verwijst naar een slechte of betwiste plek, in dit geval de Gronenburg (zie hieronder). Weer een andere naamverklaring leidt het af van 'overgunne' als de 'overkant van het water(?)'.

## Geografie
Euvelgunne is ontstaan langs de Hunze. Nadat de Hunze vanaf Roodehaan door de aanleg van het Winschoterdiep met de stad Groningen was verbonden is dit deel van de Hunze grotendeels drooggevallen. De loop is echter nog goed te volgen door de kronkelige vorm van de Euvelgunnerweg, een voormalige rivierdijk. Deze vormt nu een natuurlijke onderbreking van het rechthoekige stratenpatroon van het bedrijventerrein.
Bij Euvelgunne heeft in de middeleeuwen het steenhuis Gronenburg gestaan. Het steenhuis werd door de stad als een bedreiging ervaren en is daarom verwoest. De restanten van het steenhuis zijn in de jaren 1960 opgeruimd.
Euvelgunne wordt samen met Middelbert, Engelbert en Roodehaan aangeduid als de MEER-dorpen, hoewel er in het geval van Euvelgunne en Roodehaan niet echt meer gesproken kan worden van een dorp.

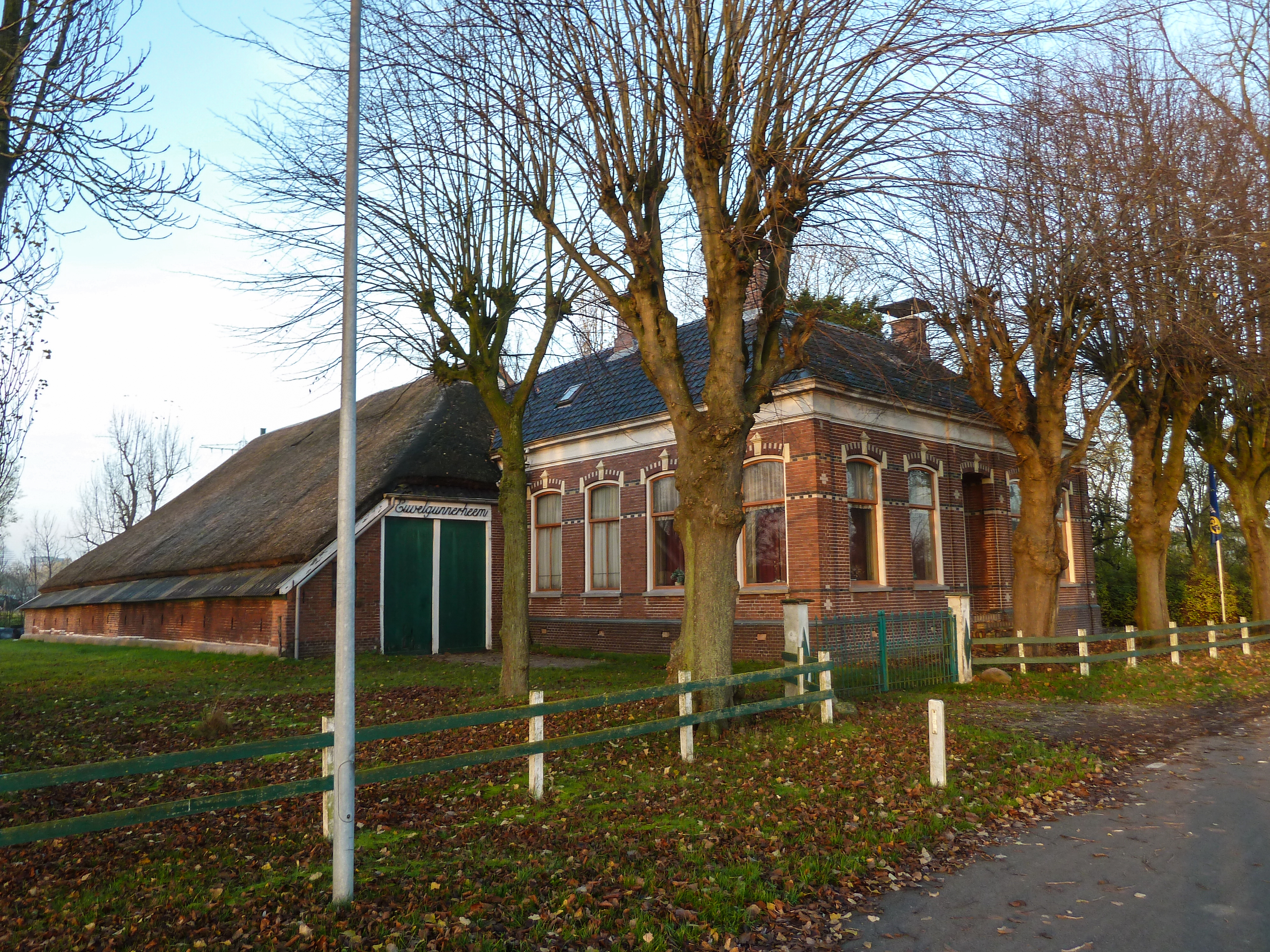
Kop-rompboerderij Euvelgunnerheem (voorhuis 1907, schuur 18e eeuw)
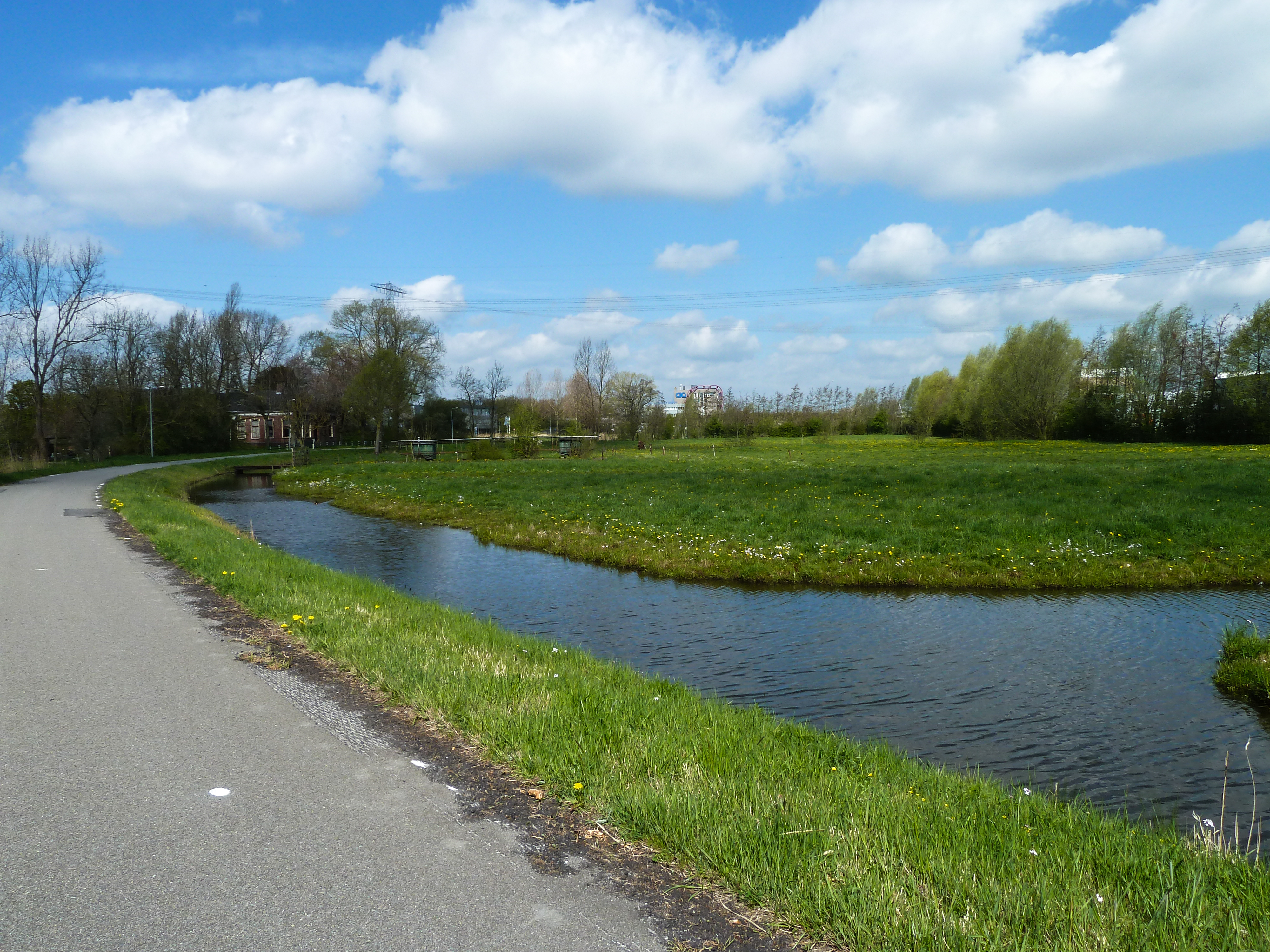
De Euvelgunnerweg volgt de loop van de oude Hunze (richting Euvelgunne)
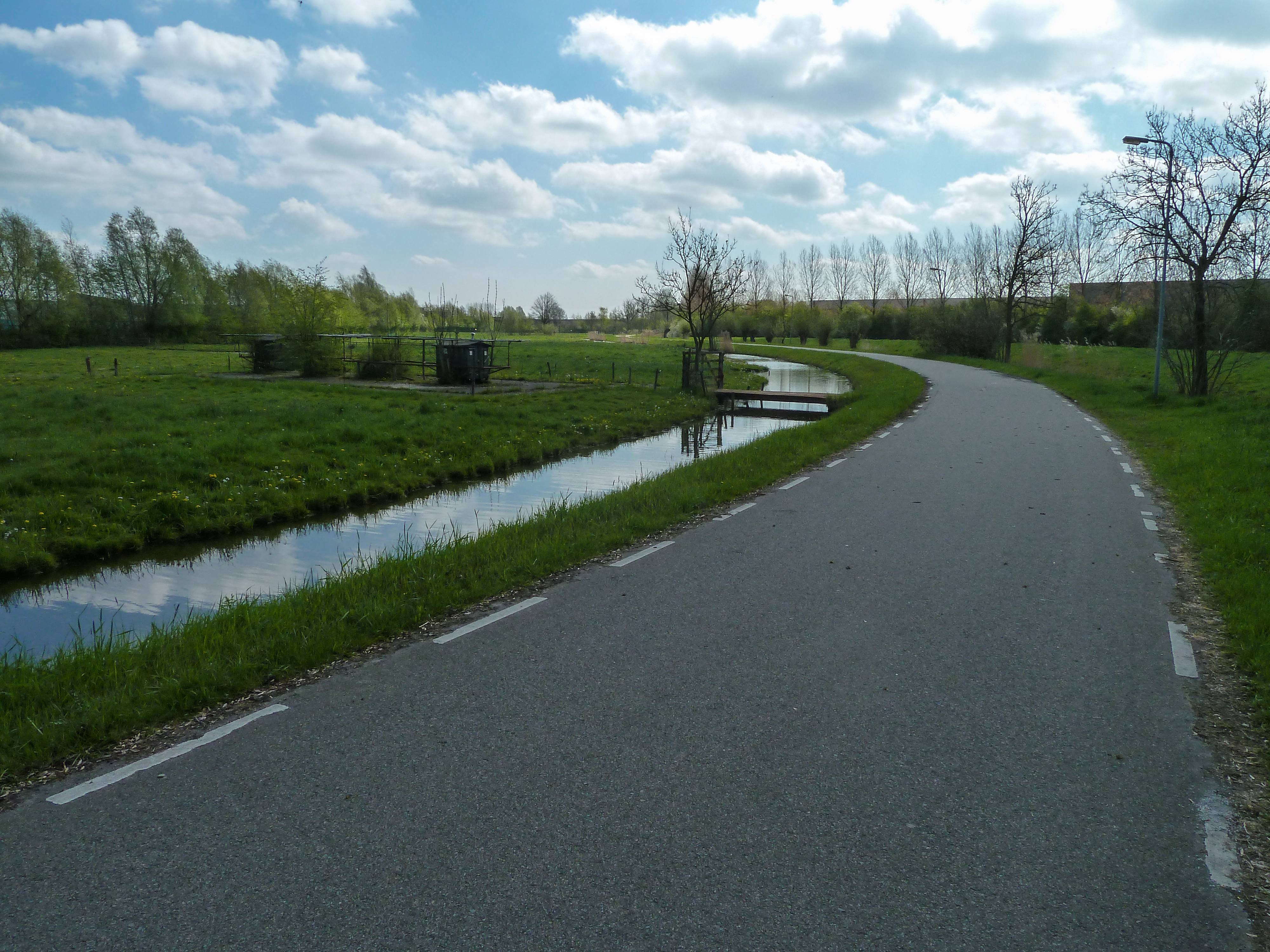
Richting Oude Roodehaan
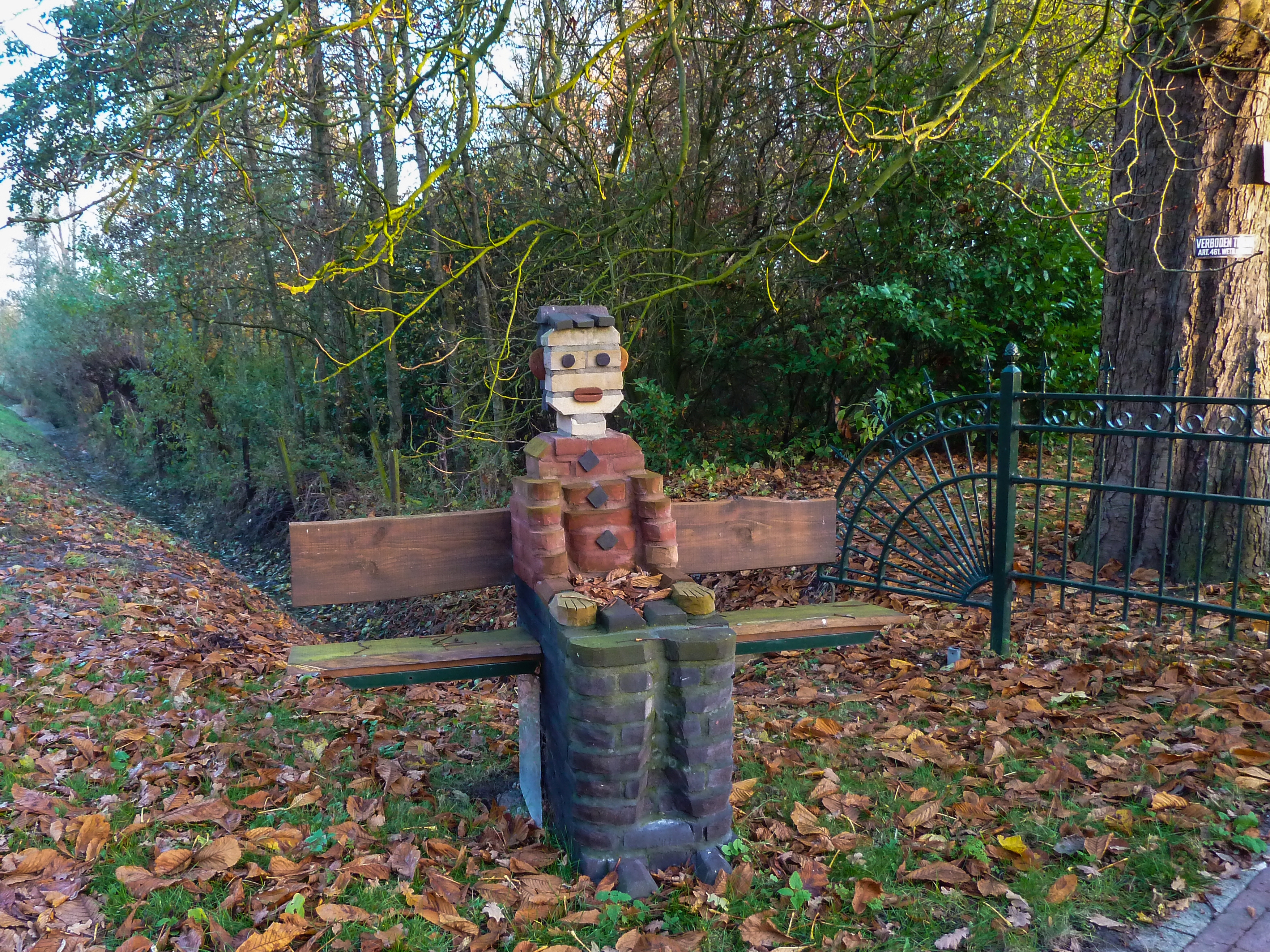
Stenen vrouwtje op bankje aan de Euvelgunnerweg. Zie ook mannelijke tegenhanger in Noorderhoogebrug.